# Auf den Spuren von Easy Rider
Auf den Spuren von Easy Rider (englisch: On the Trail of Easy Rider: 40 Years On… Still Searching for America) ist eine vierteilige Dokumentarfilm-Reihe von Hannes Rossacher und Simon Witter, die von Studio.TV.Film produziert und im April 2011 auf arte ausgestrahlt wurde.

## Handlung
Die vier Folgen à 50 Minuten sind eine dokumentarische Liebeserklärung an das legendäre Road Movie Easy Rider aus dem Jahr 1969. Die Filmemacher folgen den thematischen Spuren, die der Kultfilm Ende der 60er Jahre hinterlässt, durch Amerika und zeichnen ein aktuelles Bild von den USA heute.
Folge eins befasst sich mit der Entstehungsgeschichte des Films von und mit Dennis Hopper und Peter Fonda, die auch in allen vier Folgen der Dokumentation als Interviewpartner auftreten.
Die zweite Folge konzentriert sich auf die Umweltbewegung, die Entstehung und den Alltag von Kommunen im Kontext der sexuellen Revolution.
Folge drei widmet sich den Themen Drogen, dem Krieg gegen Drogen, der Renaissance der Psychedelic und der Hassliebe zwischen Hippies und Bikern.
In Folge vier geht es in den Süden der USA. Der Genozid an Amerikas Ureinwohnern, der „Obama-Effekt“ und Hintergrundinfos zu den kontroversen Schlussszenen des Films stehen thematisch am Abschluss der Reihe.
Mitwirkende sind unter anderem: Dennis Hopper, Peter Fonda, Peter Coyote, Kris Kristofferson, Charles Shaar Murray, Lisa Law, Roger McGuinn, Todd Boyd, Sugar Bear, Patri Friedmann, Wavy Gravy, Erin Kaplan, Ben Hardy, Guy Lawson, Ethan Nadelman und Rick Doblin.